# Journal of Lightwave Technology
Das Journal of Lightwave Technology ist eine wissenschaftliche Fachzeitschrift mit Peer-Review die seit 1983 existiert und neben der Printversion als auch Onlinezeitschrift von den beiden wissenschaftlichen Fachgesellschaften IEEE und Optica herausgegeben wird. Der aktuelle Chefredakteur ist Magnus Karlsson von der technischen Hochschule Chalmers in Göteborg.
Die elektronischen Ausgaben des Journal of Lightwave Technology erscheinen online im 14-tägigen Rhythmus; die Zeitschriftenausgaben erscheinen alle zwei Monate als Sammelband. Der thematische Bereich der Artikel im Journal of Lightwave Technology umfasst alle Bereiche der technischen Optik und Photonik, die sich mit optischen Wellenleitern beschäftigen. Die Themen reichen von der Grundlagenforschung bis zu Anwendungen, letztere von photonisch integrierten Schaltungen bis hin zu Glasfasernetzen.
Mit einem Impact Factor von 4,1 für das Jahr 2023 nimmt die Zeitschrift in der Statistik der Journal Citation Reports den 26. Platz unter 119 Journalen im Themenbereich Optik ein und den 33. Platz unter 119 Journalen im Bereich Telekommunikation ein.